# Denkmale in Berlin
Denkmaltopographie Bundesrepublik Deutschland. Denkmale in Berlin (bis 1995 Baudenkmale in Berlin) ist eine Buchreihe, die die Bau- und Kulturdenkmäler in Berlin beschreibt. Sie erscheint seit 1988.

## Bände
Die Bände beschreiben jeweils einen Ortsteil von Berlin. Sie sind nicht nummeriert. Die ersten drei Bände  wurden vom Senator bzw. der Senatsverwaltung für Bauentwicklung und Umweltschutz herausgegeben, die weiteren seit 1995 vom Landesdenkmalamt Berlin. Die Topographie-Texte zu einzelnen Bau-, Boden- und Gartendenkmalen sind in der Denkmaldatenbank veröffentlicht.
Bezirk Charlottenburg-Wilmersdorf
- Ortsteil Grunewald, von Werner Hildebrandt, Peter Lemburg, Jörg Wewel, Hagen Eyink, Rainer Schomann, Nicolai Verlag Berlin, 1993 ISBN 3-87584-342-8

Bezirk Friedrichshain-Kreuzberg
- Bezirk Friedrichshain, von Katrin Bohley-Zittlau, Marie-Luise Buchinger, Michael Hofmann u. a., Nicolai Verlag, Berlin 1996 ISBN 3-87584-606-0
- Ortsteil Kreuzberg, von Matthias Donath, Olav Vogt, mit Thorsten Dame, Leonie Glabau, Michael Hofmann, Gabriele Schulz, Michael Imhof Verlag, Petersberg 2016 ISBN 978-3-86568-933-7

Bezirk Mitte
- Ortsteil Mitte, von Heinrich Trost, Bernhard Kohlenbach, Christiane Oehmig, Volker Hübner, Uwe Carow u. a., Michael Imhof Verlag, Petersberg 2003 ISBN 3-935590-80-6
- Ortsteile Moabit, Hansaviertel und Tiergarten, von Jürgen Tomisch, Matthias Donath, Angelika Kaltenbach, Klaus von Krosigk, u. a., Michael Imhof Verlag, Petersberg 2005
- Ortsteile Wedding und Gesundbrunnen, von Matthias Donath, Gabriele Schulz, Michael Imhof Verlag, Petersberg 2004 ISBN 3-937251-26-X

Bezirk Pankow
- Ortsteil Buch, von Haila Ochs, Michael Hofmann, Caroline Rolka, Michael Imhof Verlag, 2010

Bezirk Reinickendorf
- Bezirk Reinickendorf, von Jürgen Tomisch, Rainer Schomann, Nicolai Verlag, Berlin 1988

Bezirk Schöneberg
- Ortsteil Friedenau, von Peter Lemburg, Gabriele Schulz, Dietrich Worbs, Willmuth Arenhövel Verlag, Berlin 2000 ISBN 3-922912-52-4

Bezirk Steglitz-Zehlendorf
- Ortsteil Dahlem, von Angelika Kaltenbach, Haila Ochs, Jürgen Tomisch, Michael Hofmann, Katrin Lesser, Michael Imhof Verlag, Petersberg 2011 ISBN 978-3-86568-679-4
- Ortsteil Nikolassee, von Haila Ochs, Jürgen Tomisch, Rainald Eckert, Michael Hofmann, Michael Imhof Verlag, 2013 ISBN 978-3-86568-932-0

- Ortsteil Wannsee, von Angelika Kaltenbach, Haila Ochs, Jürgen Tomisch, Rainald Eckert, Klaus von Krosigk, Michael Hofmann, Michael Imhof Verlag, Petersberg 2013 ISBN 978-3-86568-931-3
- Ortsteil Zehlendorf, von Martin Gärtner, Christiane Keim, Heino Grunert, Nicolai Verlag, Berlin 1995 ISBN 3-87584-561-7

Bezirk Tempelhof-Schöneberg
- Ortsteil Schöneberg,  Michael Imhof Verlag, Berlin 2018 ISBN 978-3-7319-0726-8
- Ortsteile Tempelhof, Mariendorf, Marienfelde und Lichtenrade, von Matthias Donath, Gabriele Schulz, Michael Hofmann, Michael Imhof Verlag, Petersberg 2007

Bezirk Treptow-Köpenick
- Ortsteile Nieder- und Oberschöneweide, von Matthias Donath, Gabriele Schulz, Michael Imhof Verlag, Petersberg 2003 ISBN 3-937251-10-3